# Municipio Coacalco de Berriozábal
Koordinaten: 19° 38′ 0″ N, 99° 6′ 0″ W
Coacalco de Berriozábal, auch kurz Coacalco, ist ein Municipio im mexikanischen Bundesstaat México. Es gehört zur Zona Metropolitana del Valle de México, der Metropolregion um Mexiko-Stadt. Der Verwaltungssitz und einzige größere Siedlung des Municipios ist die Stadt San Francisco Coacalco. Der Verwaltungsbezirk hatte im Jahr 2010 278.064 Einwohner, seine Fläche beträgt 35,2 km².

## Geographie
Coacalco de Berriozábal liegt im Norden des Bundesstaates México, wenige Kilometer nördlich von Mexiko-Stadt.
Das Municipio grenzt an die Municipios Tultepec, Tultitlán, Jaltenango und Ecatepec de Morelos im Bundesstaat México sowie an den Distrito Federal.